# Monument aux morts américain de Tours
Le Monument aux morts américain (aussi connu sous son appellation officielle, « La Fontaine ») est un mémorial situé dans la ville de Tours commémorant l'aide apportée par les « Services of Supply » (« Services de soutien ») des « American Expeditionary Forces » (« Corps expéditionnaires américains ») aux troupes françaises durant la Première Guerre mondiale.
Les SOS avaient pour mission de soutenir et ravitailler les soldats présents au front face aux Allemands, en opérant depuis de nombreuses bases qu'ils installèrent un peu partout en France, et notamment à Tours. Grâce à leur assistance, de nombreux exploits furent accomplis, incluant la construction de 1 500 locomotives en France durant la guerre.
L'élaboration de cette œuvre fut l'initiative de l'American Battle Monuments Commission, présidée alors par le Général John Pershing, qui souhaitait offrir à la France une occasion de resserrer ses liens avec les États-Unis.
Le monument est réalisé par les architectes Arthur Loomis Harmon, Pierre Lahalle et Georges Levard. Il se constitue de deux éléments majeurs : une fontaine en pierre calcaire alimentée par 17 m3 d'eau, et une statue de bronze culminant à son sommet. Il atteint une hauteur de 10,50 mètres.

## Description de l'œuvre

### La fontaine
La fontaine, construite par le sculpteur Henri Varenne, est elle-même composée de quatre éléments architecturaux superposés, cumulant une hauteur totale de 7 m : un bassin, un pilier octogonal, une vasque et une colonne à quatre faces.
- Le bassin, qui constitue le socle du monument, mesure 32 m de circonférence. Il est bordé par plusieurs inscriptions. Tout d'abord, une dédicace en anglais, accompagnée de sa version traduite en français : « Erected by the United States of America in grateful recognition of the achievement of the Services Of Supply . American Expeditionary Forces . 1917-1918 » (« Erigé par les États-Unis d'Amérique, en reconnaissance de l'œuvre accomplie par les services de l'arrière des forces expéditionnaires américaines . 1917-1918 »). Ces deux inscriptions sont séparées par une troisième, en l'honneur à l'un des architectes et à l'organisme américain qui finança le projet de construction : « AD 1932 American Battle Monuments Commission. Arthur Loomis Harmon . Architect ». Enfin, sur la partie du bassin opposée à cette dernière, se situe une série d'étoiles alignées (en référence aux treize colonies américaines de la couronne britannique).
- La partie supérieure est un pilier à huit faces, sur chacune desquelles figurent les armoiries des huit villes qui firent office de base pour les SOS. À partir de la face nord et dans le sens des aiguilles d'une montre on retrouve : Saint-Nazaire, Le Mans, Is-sur-Tille, Nevers, Neufchâteau, Bordeaux, Tours (le quartier général) et Brest.
- La vasque surplombe le pilier.
- Au-dessus de cette dernière s’élève un large pilier tétragonal sur lequel sont sculptées quatre figures féminines, allégories des quatre principaux services dispensés par les « Services of Supply » : Procurement, Construction, Administration et Distribution.

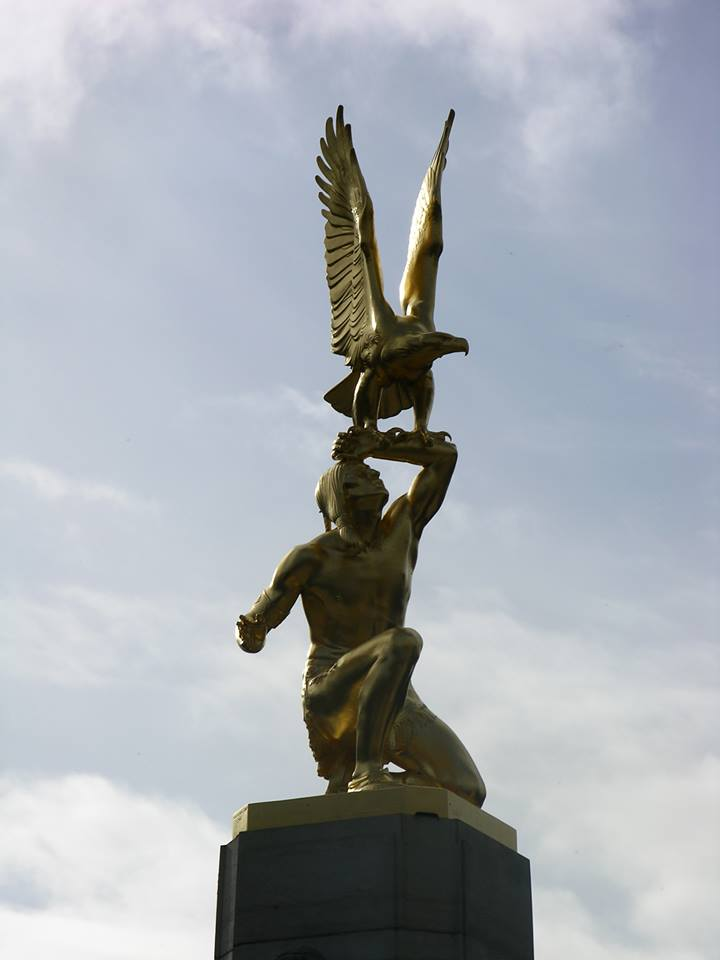
Statue en bronze surplombant l'édifice

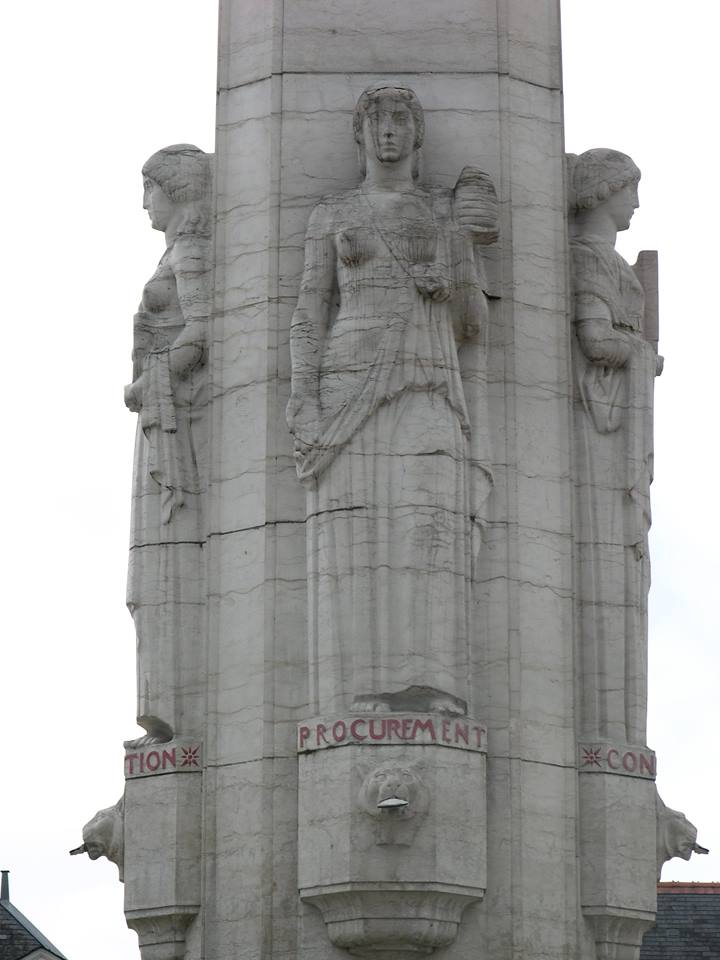
"Procurement"

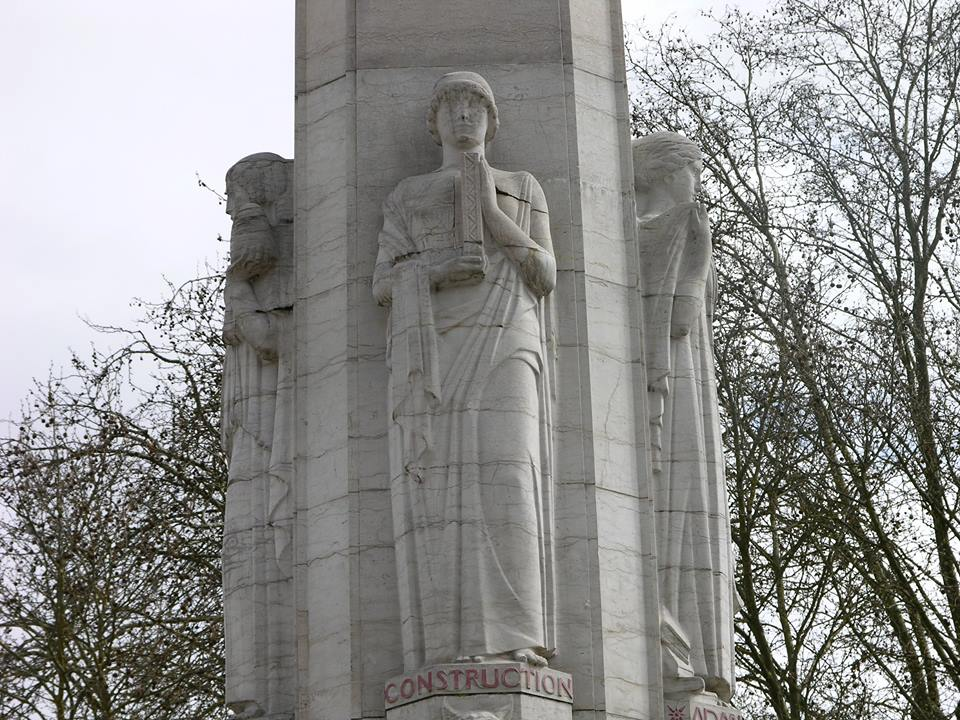
"Construction"

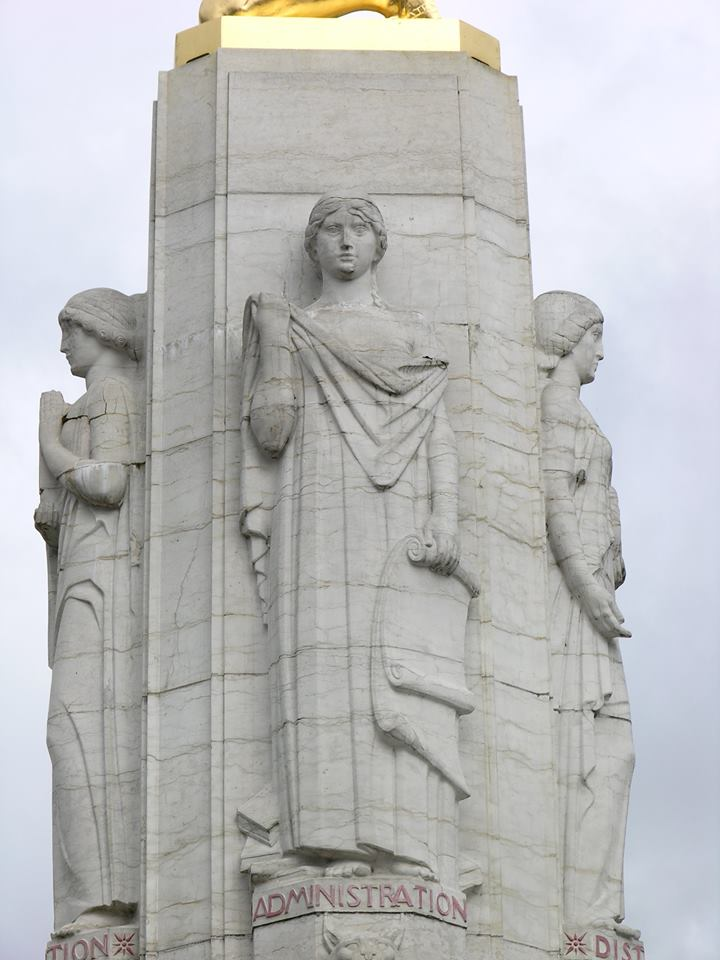
"Administration"

### La statue en bronze

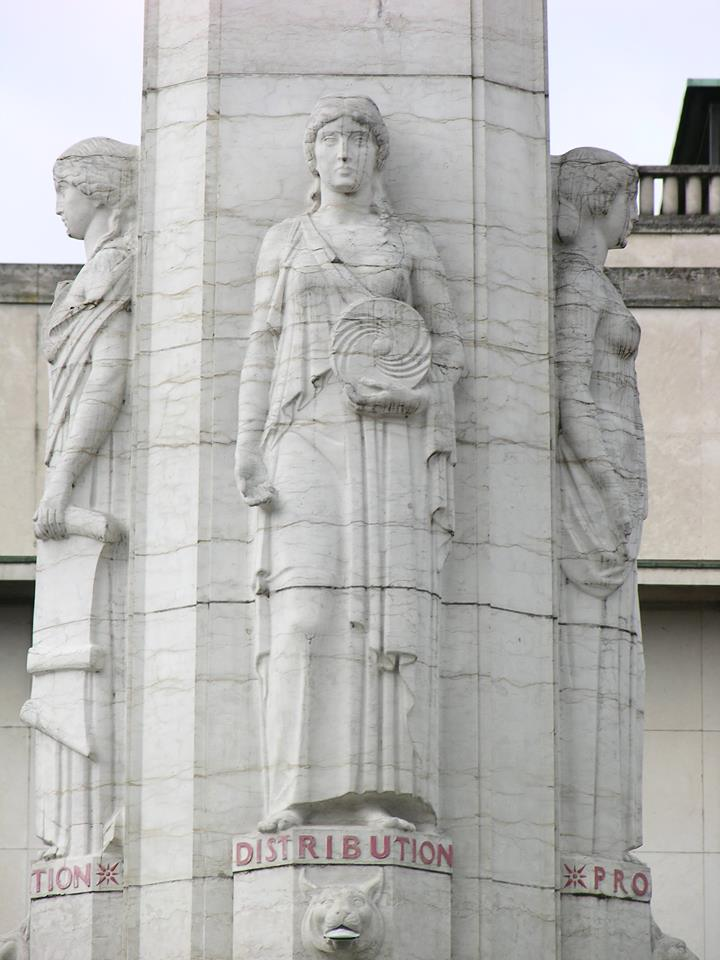
"Distribution"

La statue en bronze est réalisée par le New-yorkais C.P. Jennewein. Elle est recouverte d'une fine feuille d'or. Un natif américain y est représenté, agenouillé. Son bras gauche, sur lequel est perché un aigle prêt à s'envoler, est tendu vers le ciel. Cette œuvre atteint une hauteur de 3,50 m.
Sa symbolique n'a pas été identifiée, mais la figure de l'Indien pourrait faire référence aux natifs qui ont aidé les Américains durant certains de leurs conflits. Une autre hypothèse suggère qu'il s'agisse en réalité d'une allégorie de la liberté et/ou d'un parallèle établi entre l'insoumission des Amérindiens et celle des Français (face aux Allemands).

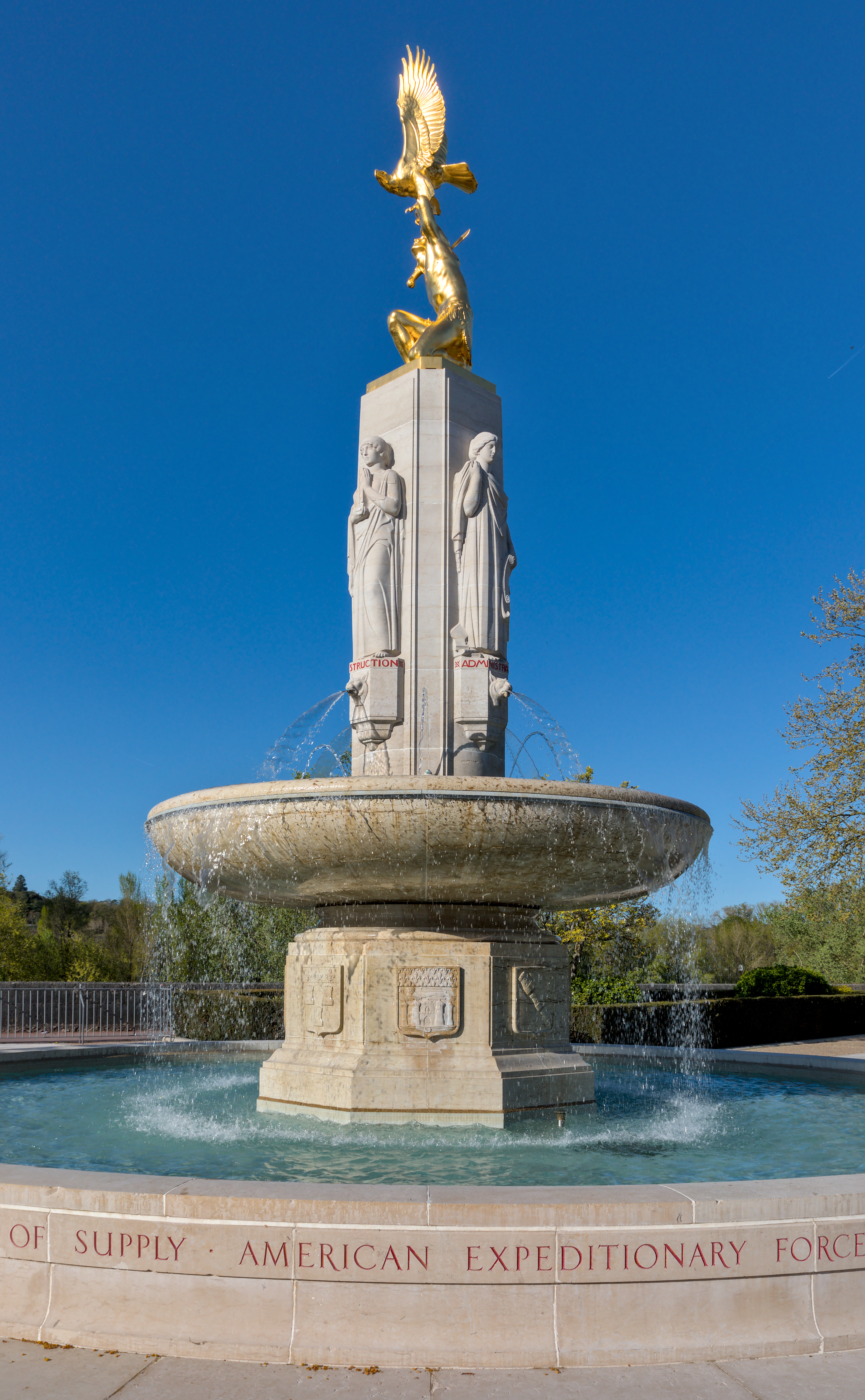
Angle sud-ouest
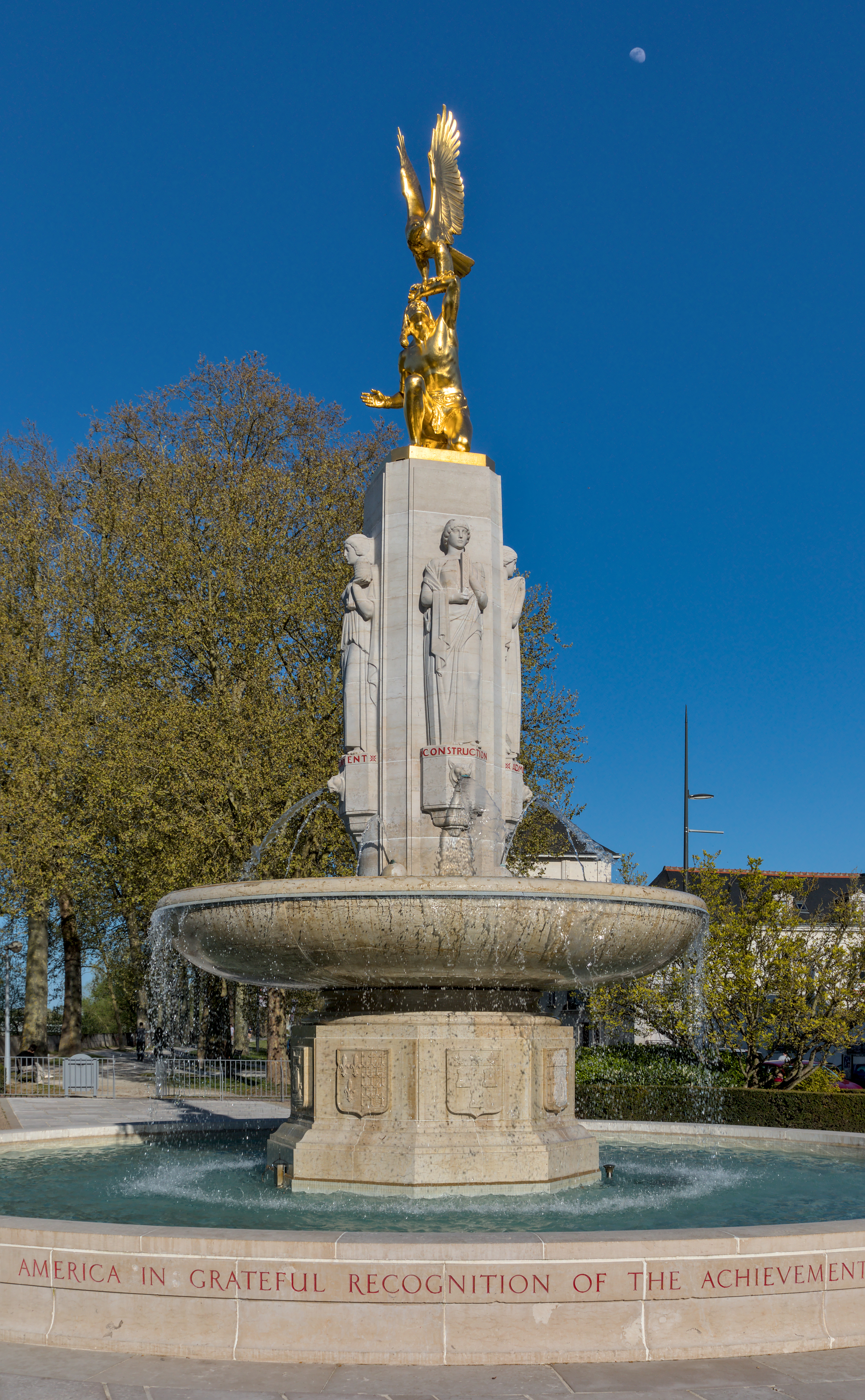
Angle nord-ouest

## La construction du monument
- Si vous ne connaissez pas le sujet, laissez ce bandeau (vous pouvez alors contacter les auteurs).
- Si vous supprimez le contenu mis en cause (vous pouvez préalablement contacter les auteurs),

argumentez précisément cette suppression dans la page de discussion
(un manque de référence n'est pas un argument ; une recherche réelle de référence doit avoir été effectuée, être formellement documentée).

### Choix de l'emplacement (juin 1925-1926)
Plusieurs lieux sont proposés pour accueillir le monument  : la Place de la Gare, la Place Anatole France, la Place de la Liberté, la Place Nicolas Frumeau, ou encore la place Loiseau d'Entraigues, qui fut retenue en juin 1925.
Mais c'est finalement le quai d'Orléans (aujourd'hui quai Malraux) qui est sélectionné. Cependant cette décision est l'objet de nombreuses protestations, principalement parce que le cirque installé à cet endroit disposait de la seule salle de projection cinématographique existant alors à Tours.

En parallèle, deux facteurs ont grandement compliqué le développement du projet de construction, au point de conduire éventuellement à son abandon définitif.
Premièrement, le maire Ferdinand Morin était très sceptique quant à la nature du message qui serait véhiculé par une telle œuvre : aurait-elle prôné la haine plutôt que la paix entre les peuples américain et français ? N'y avait-il aucune chance pour qu'elle soit interprétée comme une glorification de la guerre ?
Deuxièmement, la France se trouvait dans une situation financière délicate, ce qui l'a incitée plus d'une fois à reconsidérer la nécessité d'aboutir à ce projet.

Le maire fut donc tout naturellement rassuré lorsqu'il apprit que l'American Battle Monuments Commission prendrait en charge toute dépense financière. Le conseil municipal accepta alors l'offre des Américains qui était d'acheter et de démolir le cirque de Touraine, à condition de pouvoir examiner au préalable une maquette du projet et d'être sollicité avant que quoi que ce soit ne soit entrepris.

### Rachat et démolition du Cirque de Touraine (juin 1925-1928)
Les Américains proposèrent de prendre en charge toutes les dépenses financières. L'American Battle Monuments Commission, par l'intermédiaire de son représentant le lieutenant North, accepta de racheter le Cirque pour une somme de 100 000 francs, en vue de le démolir. Cette transaction engendra certains conflits entre les propriétaires, la Société du Cirque de Touraine, et les membres de la famille Demouy, des cinéastes qui louaient le site depuis 1910 pour y projeter des représentations cinématographiques. Initialement, la somme devait être partagée en deux parts plus ou moins équitables, permettant ainsi aux cinéastes de bénéficier d'une indemnité. Mais les 30 000 francs versés par la Société ne satisfirent manifestement pas Mme Demouy, qui en exigeait 20.000 de plus.
Le cirque fut démoli le 3 avril 1928 à la suite des demandes du maire. L'American Battle Monuments Commission incomba cette tâche à l'ingénieur Mathelin. Certains facteurs ralentirent le projet sans pour autant l'entraver significativement, tels que des intrusions nocturnes sur le site se résultant souvent par le vol de certains matériaux, ou encore l'Affaire Sacco et Vanzetti qui provoqua de nombreux remous aux États-Unis.

### Projet de monument (1927-1929)
Dès 1927, le maire se mit à entretenir une correspondance avec le major H.X. Price, ingénieur et secrétaire de l'American Battle Monuments Commission, au sujet de l'évolution du projet. Beaucoup de questions techniques et esthétiques attendaient d'être traitées (dispositions des armoiries, choix de la matière première, du sculpteur...).

Généralement, les délibérations se faisaient dans le cadre de réunions des conseils municipaux. Les photographies de maquettes des prototypes étaient soumises à une évaluation rigoureuse sous les yeux experts de la Commission d'Esthétique ainsi que de la Commission Générale.
Les armoiries de différentes villes qui ceignent aujourd'hui le pilier octogonal de la fontaine n'étaient pas prévues initialement, mais elles furent préférées à une iconographie ayant pour thème le ravitaillement en temps de guerre (une série de six types de transports différents : avion, bateau, camion, motocyclette, wagon, locomotive ; sans oublier les armes de la France et des États-Unis).

### Travaux d'érection (1930-1934)
Les travaux débutèrent en 1930. Henri Varenne fut choisi comme sculpteur par le secrétaire général de Tours. Les architectes désignés furent Arthur Loomis Harmon, Pierre Lahalle et Georges Levard.
La Commission d'Esthétique s'est une fois de plus réunie le 2 septembre 1930, pour aborder certains sujets tels que l'aménagement floral (sommaire) censé décorer l'emplacement du monument une fois celui-ci terminé, le nombre de bancs à mettre à disposition, mais aussi et surtout la conception de la statue en bronze surplombant la fontaine. Un sculpteur new-yorkais du nom de C.P. Jennewein fut désigné pour ce travail, pour lequel il remporta d'ailleurs une médaille d'or.
Le major Pierce fit parvenir une lettre à M. le Maire 29 mars 1932, dans laquelle il mentionna un retard des travaux pouvant se révéler inquiétant à long terme, provoqué par des livraisons très insuffisantes de matières premières.
En ce qui concerne l'aménagement du sol, un pavage en mosaïque avait en premier lieu été suggéré. La chaussée aurait aussi pu être refaite en macadam avec cylindrage et goudronnage. Mais certains problèmes éventuels liés à l'entretien ont incité la mairie à opter pour des pavés posés sur une forme en sable. Par ailleurs, le lieutenant North souhaitait qu'une pelouse soit entretenue régulièrement. Il déposa donc une demande à ce sujet auprès de la Mairie de Tours, à laquelle elle répondit favorablement.
En ce qui concerne l'évacuation des eaux de la fontaine, les canalisations furent connectées aux égouts de la ville, afin que les eaux usées soient directement rejetées dans le Cher.

### Travaux de réaménagements (1939-1940)
En 1939, de nouveaux travaux furent engagés pour sécuriser le monument. Durant cette année, de nombreux accidents de voiture s'étaient déclarés à proximité de l'édifice (une voiture a notamment traversé la grille qui séparait la zone du monument du reste de la chaussée), ce qui incita le capitaine américain William N. Bessel à déposer une demande de réaménagement. 
Cette demande fut transmise au maire le 23 juin par l'intermédiaire de l'ingénieur en chef des Ponts-et-Chaussées.
Le budget nécessaire pour entreprendre les travaux fut estimé à 5 100 francs (montant nécessaire à l'installation d'une nouvelle bordure en granit, ainsi qu'à la délocalisation des anciennes). Immédiatement, le Service des Ponts-et-Chaussées révéla à la mairie qu'elle assurerait la moitié des frais, si cette dernière acceptait de financer l'autre moitié.
Le maire valida le projet, et les travaux de création d’une nouvelle bordure sur la route No 751 s'amorcèrent.

## Le mémorial dans la postérité

### Inauguration et commémorations
La première inauguration du monument se déroula le 5 août 1937. Toutefois, elle fut le théâtre de plusieurs cérémonies officielles avant cette date.
La première fois que ce monument fut placé sous la lumière des projecteurs, ce fut en 1937, lors de sa dédicace à tous les « héros américains » durant l'« Official Record of the Dedication Ceremonies » à l'American World War Memorials and Cemeteries, présidée par l'American Battle Monuments Commission en Europe.
Puis, dans la seconde moitié du XXe siècle, la ville de Tours fit du mémorial le lieu de toute commémoration en lien avec la Première Guerre mondiale. Ce monument se révéla être un véritable symbole de l’amitié franco-américaine, jusqu’à ce que l’intervention américaine au Viêt Nam ne commencent à effriter les relations entre ces deux pays. 
Enfin, la dernière grande commémoration qui fut enregistrée à ce jour succéda aux événements du 11 septembre 2001 (l'attentat du World Trade Center). Les 15 et 16 septembre, on prononça de nombreux hommages pour les victimes. À cette occasion, le maire de cette époque, Jean Germain, s'abstint de prononcer un panégyrique. Renaud Donnedieu de Vabres tint quant à lui à déposer un bouquet de fleurs devant le mémorial, avant de respecter trois minutes de silence aux côtés de ses confrères politiciens.

### L'entretien de l'édifice
L'entretien du monument fut confié presque exclusivement à un dénommé Maurice Boisseau, qui fut repéré par le super-intendant américain chargé de représenter l'État de Washington. Il fut engagé comme « employé à la maintenance et à la sécurité du mémorial ».

Tous les deux mois, il recevait la visite de son supérieur, qui se chargeait du nettoyage de la statue en bronze. M. Boisseau se devait par ailleurs de tenir un journal de ses activités, dont il devait faire un rapport toutes les deux semaines. Il n'est aujourd'hui plus en service, et a été remplacé en octobre 2002.

## Sitographie
- https://www.abmc.gov/multimedia/videos/tours-american-monument-dedication-1937 Site de la "American Battle Monuments Commission"), Dédicace de 1937 (documentaire audio), 6 mai 2016 (dernière date de consultation)
- https://www.abmc.gov/cemeteries-memorials/europe/tours-american-monument#.Vy2h3CHNRcm Site de la "American Battle Monument Comission"), Pédigré du monument, 6 mai 2016 (dernière date de consultation)